# Wasichu
Wasichu, aussi orthographié wašíču  signifie en langage lakota chez les Sioux white people c'est-à-dire les « peuples blancs » ou aussi something holy, incomprehensible c'est-à-dire « quelque chose de sacré, d'incompréhensible ». Le terme wasichu peut renvoyer à la langue anglaise et d'une manière générale à tous les étrangers aux peuples natifs de l'Amérique du Nord, ainsi il existe des black wasichu qui correspondent aux noirs (soldats de l'armée américaine).

## Dans la culture populaire
Wasichu est une chanson de Robert Charlebois.